# Calle del Arenal
La strada dell'Arenal è una via del centro di Madrid, ubicata tra la Puerta del Sol e la piazza dell'Opera.
Il suo nome proviene dal primitivo ruscello che scorreva lungo il suo tracciato prima che la zona fosse urbanizzata.

## Storia

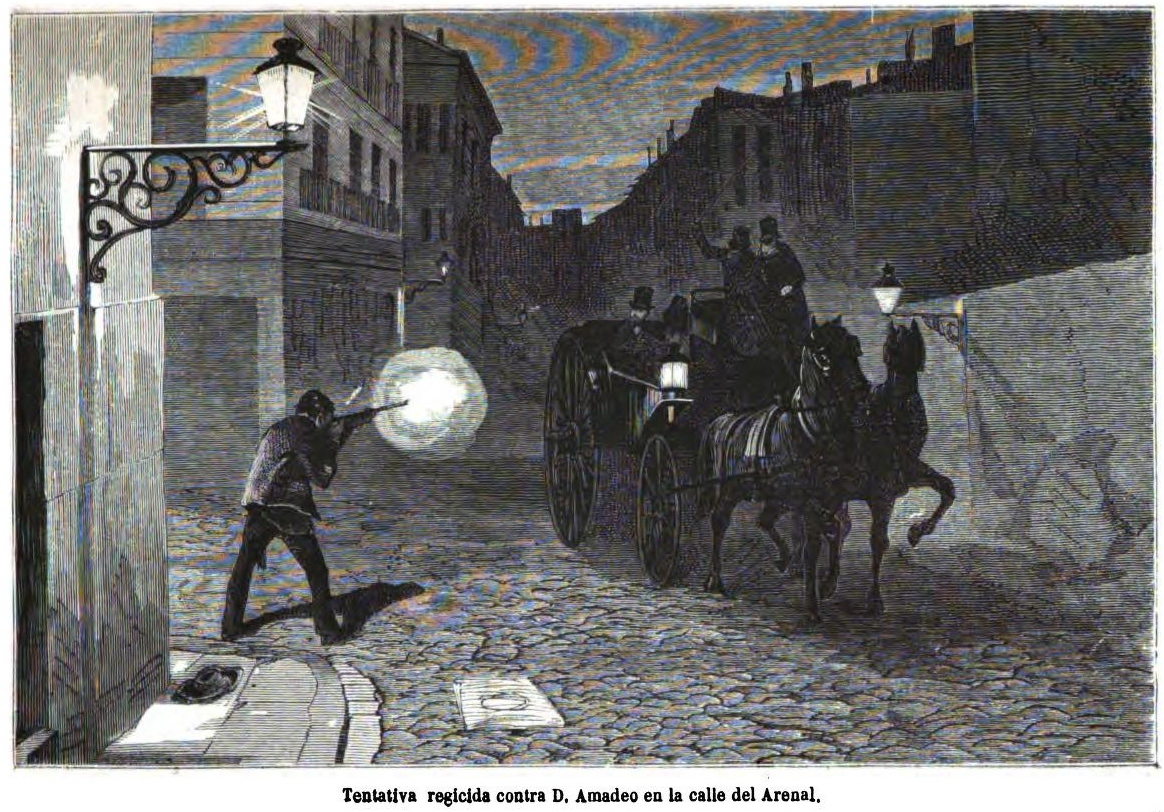
Attentato contro Amedeo I di Spagna in calle del Arenal a Madrid il 19 luglio 1872.

La strada dell'Arenal era inizialmente il quartiere dove vivevano i cristiani ai tempi della dominazione araba. La chiesa di San Ginés dedicata a Genesio di Arles è una delle più antiche di Madrid. Nell'anno 1587 il monastero delle terziarie regolari francescane iniziò a raccogliere donne di malaffare nell'Ospedale dei Pellegrini.
In questa strada avvenne il fallito attentato contro Amedeo I di Spagna il 19 luglio 1872 da cui il re uscì illeso.

## Edifici e negozi storici
Nella strada si trovano la chiesa di San Ginés, il Teatro Eslava, il Palazzo di Gaviria e la casa in cui morì il 7 marzo 1898 il popolare torero spagnolo Frascuelo.
In quanto ai negozi storici, nella strada era presente la famosa Confitería Prast, che ispirò a Luis Coloma il racconto del Ratoncito Pérez
, e più tardi si aprì in questa strada il "Museo del Ratoncito Pérez".
Nel 2006-2007 fu convertita in isola pedonale.